# Loxaspilates arrizanaria
Loxaspilates arrizanaria là một loài bướm đêm trong họ Geometridae.

## Hình ảnh

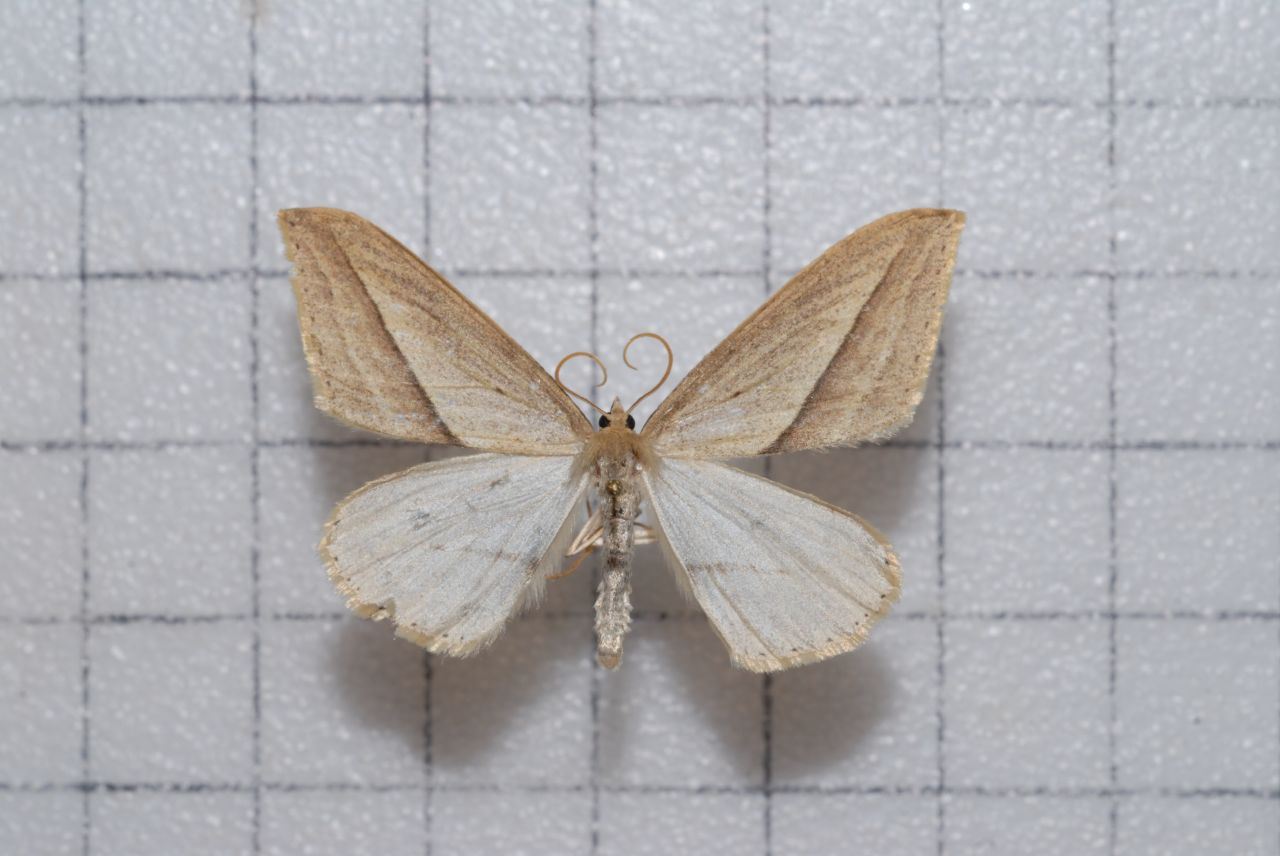
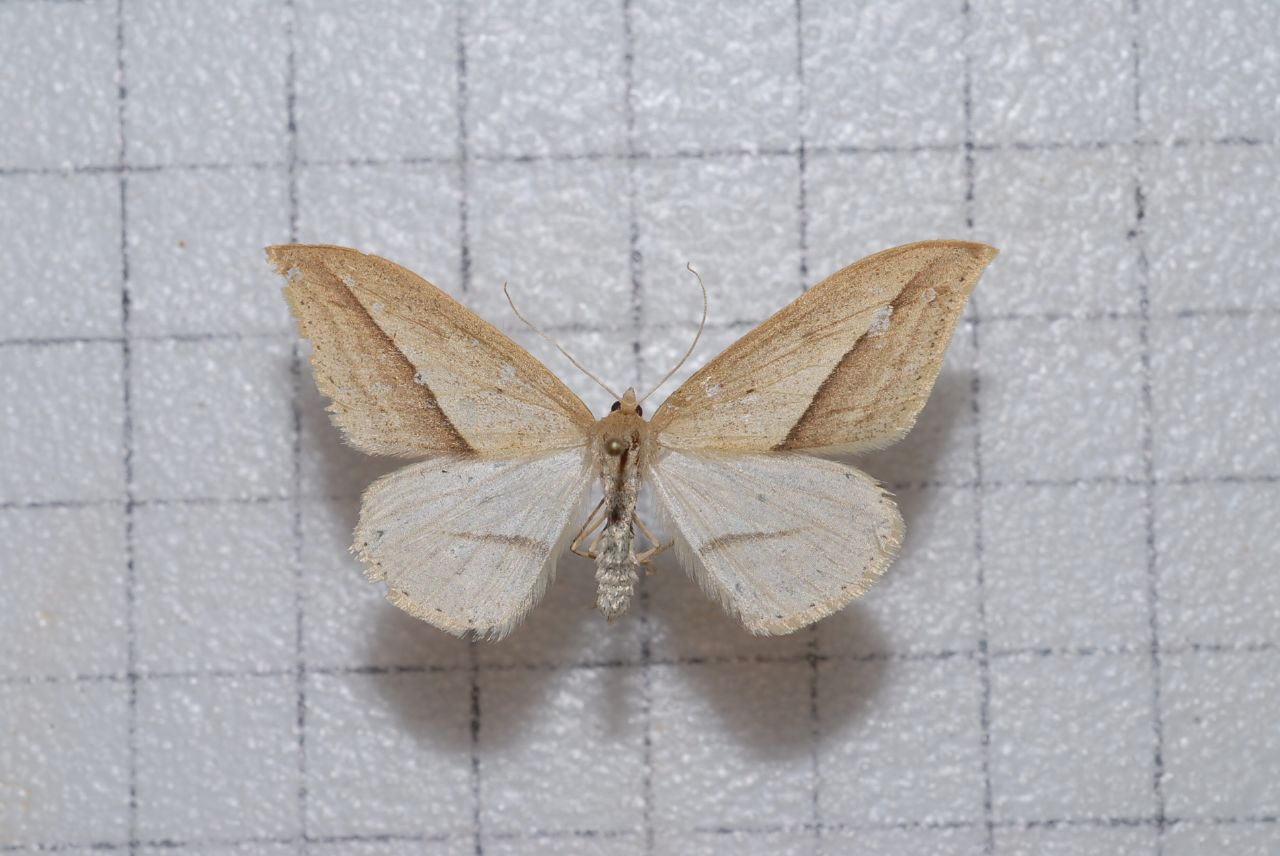